# North Hills Museum
North Hills Museum est une maison-musée située à Granville Ferry (en) en Nouvelle-Écosse (Canada). Il s'agit d'une maison de style néoclassique construite vers 1764. Elle a été achetée en 1784 par les Amberman, une famille loyaliste de l'État de New York, qui a possédé la maison sur six générations. En 1964, elle est achetée par Robert Patterson, un collectionneur d'antiquités. Ce dernier restaura la maison pour lui donner une apparence de la fin du XVIIIe siècle. À sa mort en 1974, il céda sa maison et sa collection à la Province de la Nouvelle-Écosse.
La maison est depuis un musée de la Nova Scotia Museum administré par la Annapolis Heritage Society. Il a été répertorié comme bien patrimonial provincial en 2009.

## Localisation
North Hills Museum est localisé au 5065 Granville Road, à Granville Ferry (en), tout juste à l'ouest d'Annapolis Royal.

## Histoire

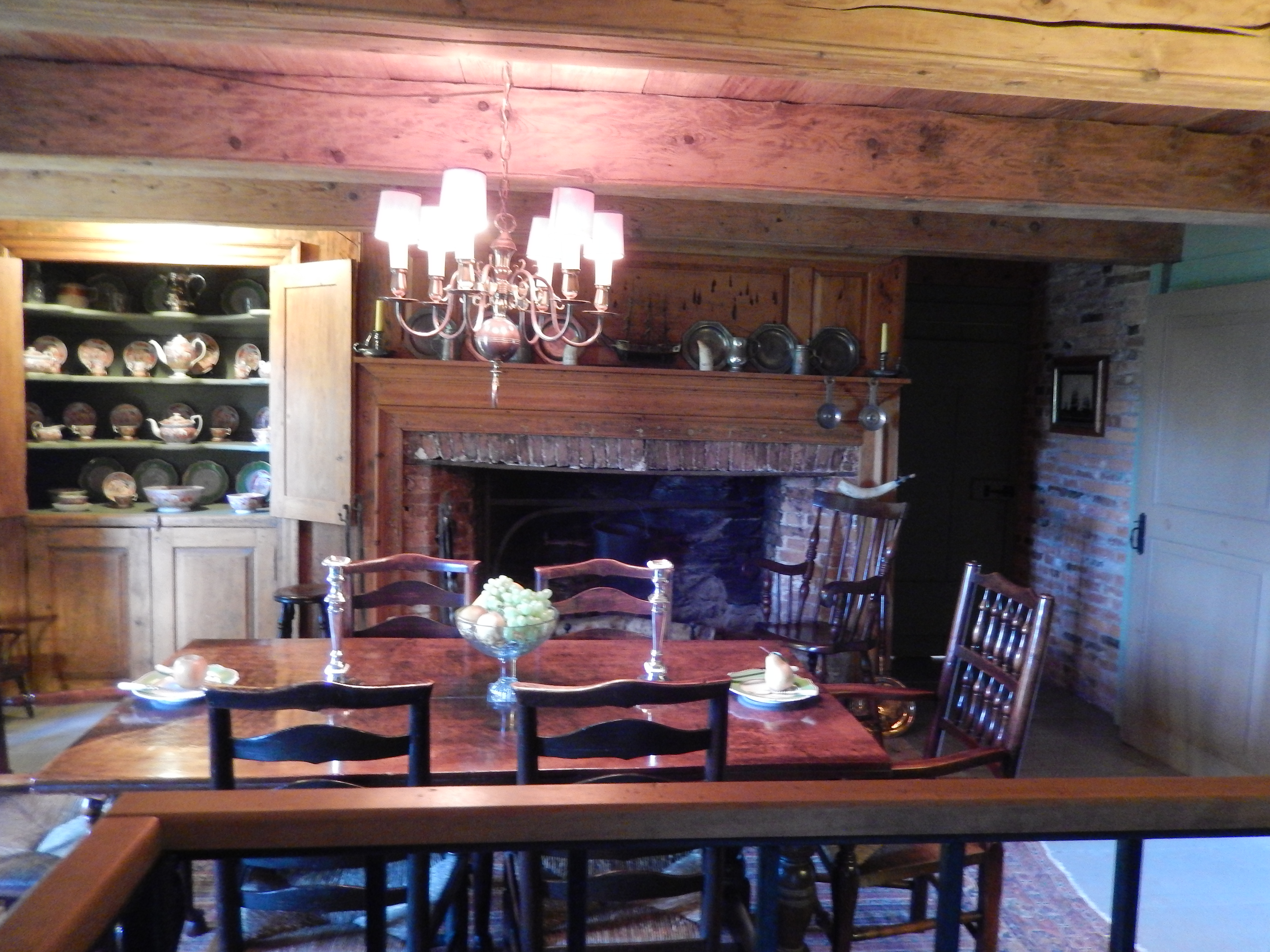
Salle à manger de North Hills.

Dans les années 1730, le lot où est la maison a été cédé à Benjamin Rumsey, Greffier du chèque à l'ordre du conseil d'administration et capitaine de milice. Rumsey a possiblement construit cette maison dans le but de la louer. À l'origine, il s'agissait d'une petite maison carrée en bois faisant face au sud, vers le bassin d'Annapolis. L'origine de la maison est incertaine, on pense qu'elle aurait été construite vers 1764, ou qu'elle a utilisé des éléments d'un bâtiment plus ancien. Il est gravé « 1702 » sur l'une des poutres et l'un des murs est en torchis, technique généralement associée aux maisons acadiennes de la région.
En 1784, la maison a été achetée par Paul Amberman, un loyaliste de New York qui fait partie de l'exil de la fin de la Révolution américaine. La famille Amberman a possédé la maison sur six générations, avant de la vendre en 1964 à Robert Patterson, un collectionneur d'antiquité.
À la suite de l'achat Patterson restaure la maison pour lui donner son aspect de la fin du XVIIIe siècle. Il la rénova aussi pour permettre de mettre en valeur sa collection de meubles Sheraton, Hepplewhite et Chippendale, de céramiques anglaises et chinoises de plats Sheffield et de verre anglais. À sa mort, il cède sa maison et sa collection à la Province de la Nouvelle-Écosse. La maison fait partie du musée de la Nouvelle-Écosse et est géré par la Annapolis Heritage Society.
La maison a connu plusieurs changements au cours des années. Une annexe comprenant une cuisine d'été a été ajouté vers l'ouest et un agrandissement d'un étage et demi a été  ajouté vers l'est. Paterson a ajouté une cheminée de style georgien et une corniche en bois inspiré celle de la maison Bailey à Annapolis Royal. 
Le 24 avril 2009, la maison et le terrain ont été inscrits comme bien patrimonial provincial par la province de la Nouvelle-Écosse.

## Architecture

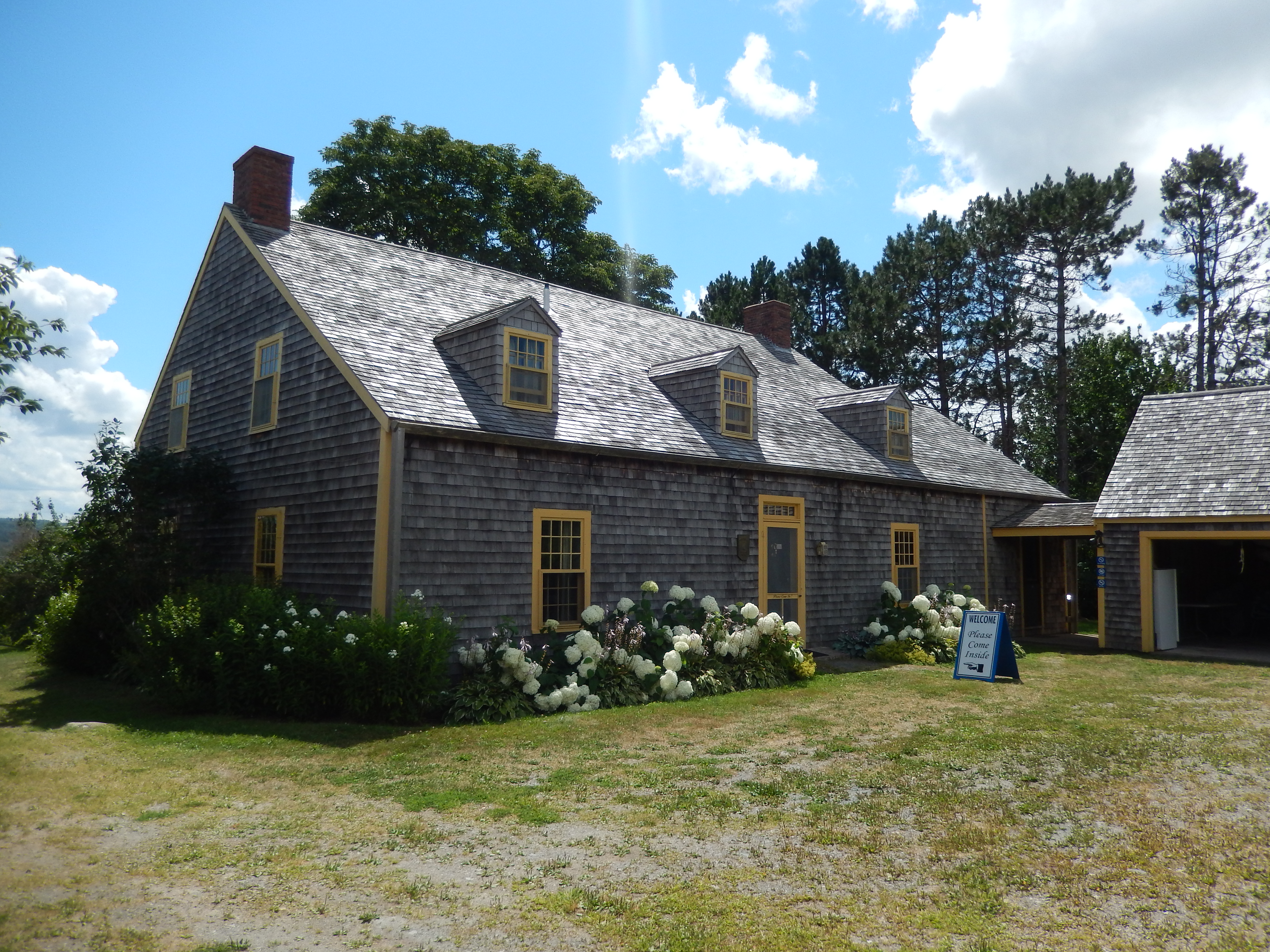
Arrière de North Hills.

North Hills est une maison d'un étage et demi de style néoclassique, qui se caractérise la symétrie de ses ouvertures et une porte centrale, ainsi que les deux cheminées aux extrémités. Le tout est à deux versant avec aucun avant-toit. Les murs extérieurs de la maison et le toit sont recouverts d'un revêtement en bardeau de bois. L'intérieur est sans décoration avec les poutres apparentes. Les boiseries d'origine en pin ont été conservées dans la salle à manger ainsi que la cheminée.

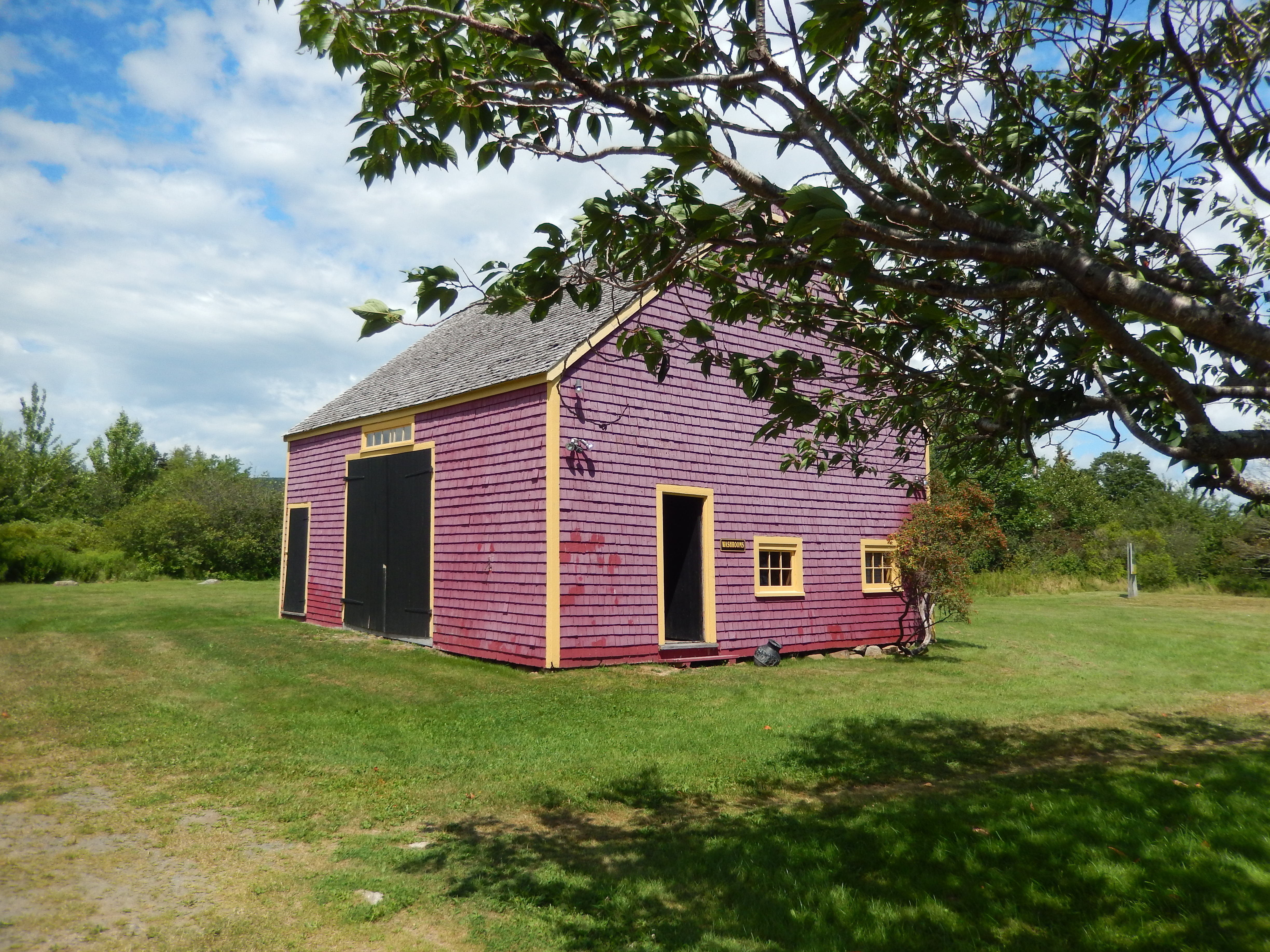
La grange à l'arrière de la maison.

Le site comprend aussi une petite grange et des toilettes sèches. Les dépendances sont recouvertes comme la maison de bardeau de bois. Un garage, qui est un ajout ultérieur, est attaché à la maison par un passage couvert.

## Tourisme
North Hills Museum est géré conjointement par Nova Scotia Museum et l'Annapolis Heritage Society. La maison présente la collection de meubles, céramiques, verres, argenteries et peintures collectionnées par Robert Patterson au cours sa vie. Les meubles en particulier présentent les trois essences de bois caractéristiques de l’ameublement anglais, soit le chêne, noyer et acajou.
Le musée est ouvert du 1er mai au 15 octobre. L'accès est gratuit.